# Guilde des Têtes noires

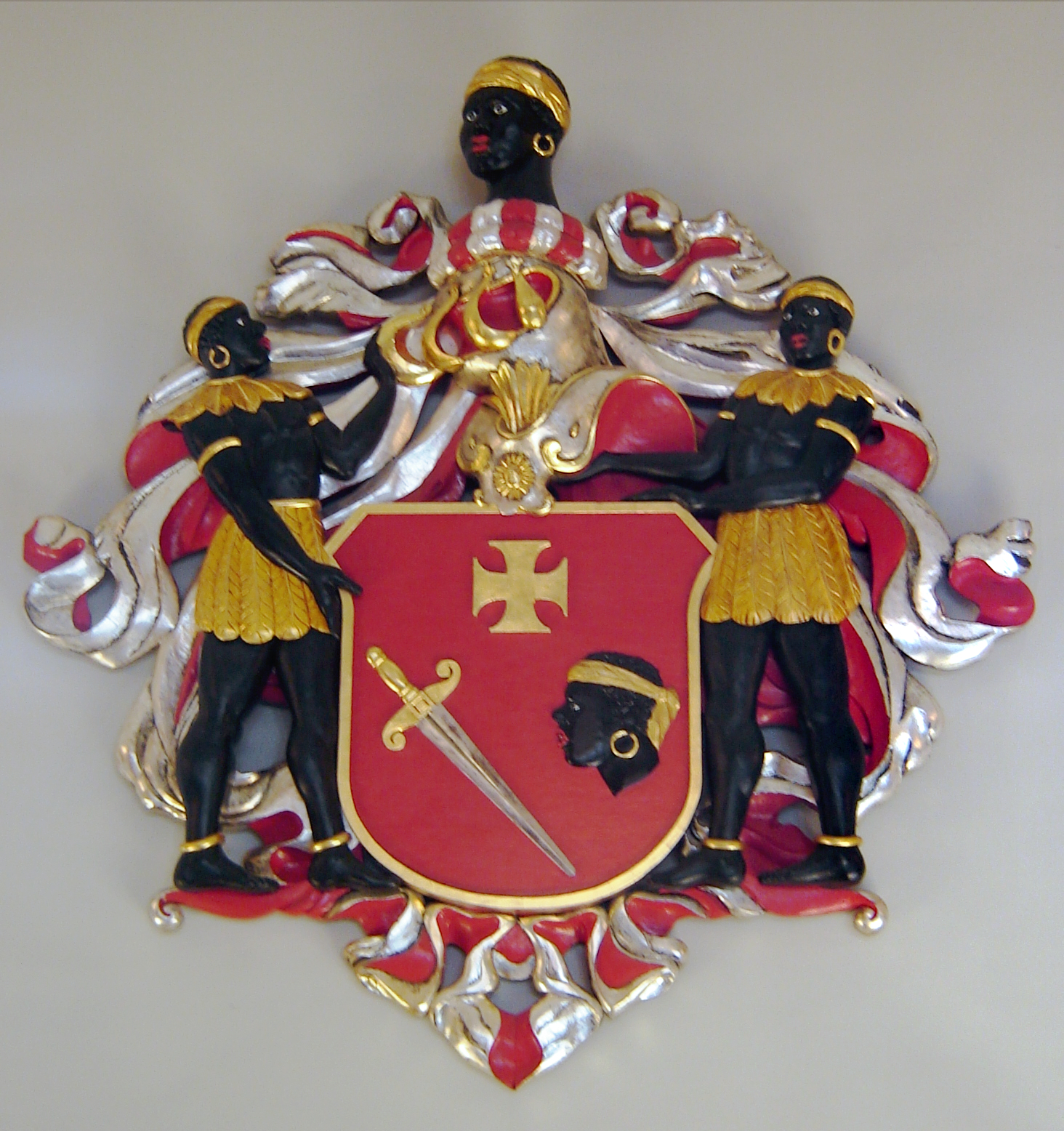
Blason de la guilde des Têtes noires représentant Saint Maurice, saint patron de la guilde.

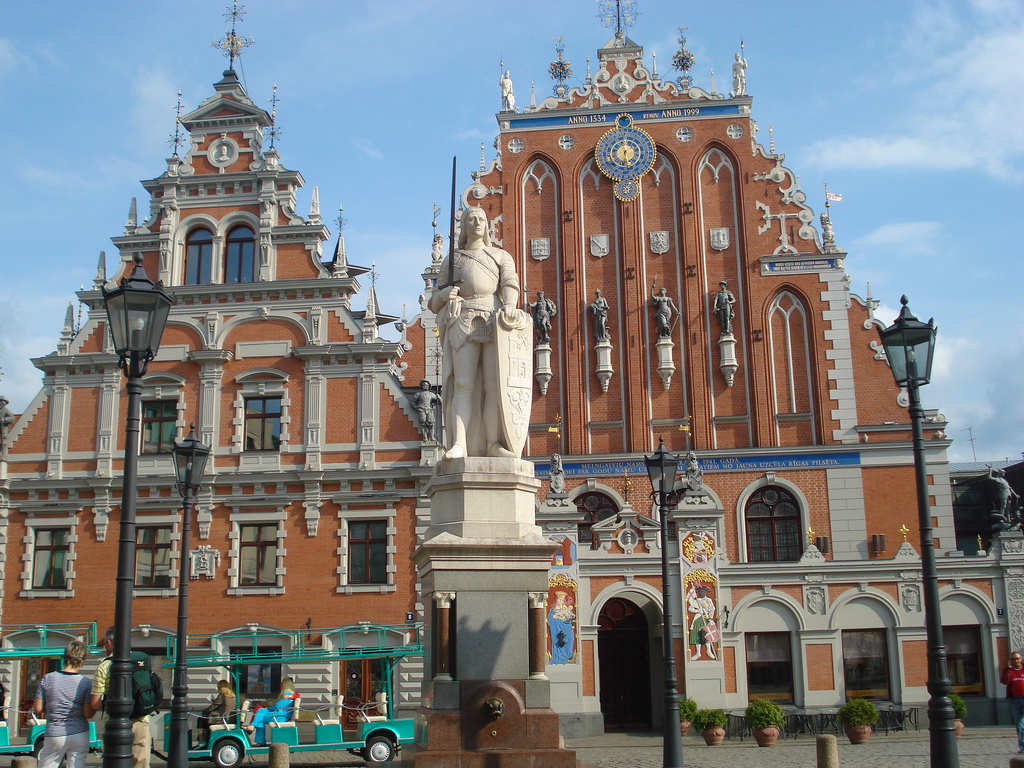
Maison des Têtes noires de Riga

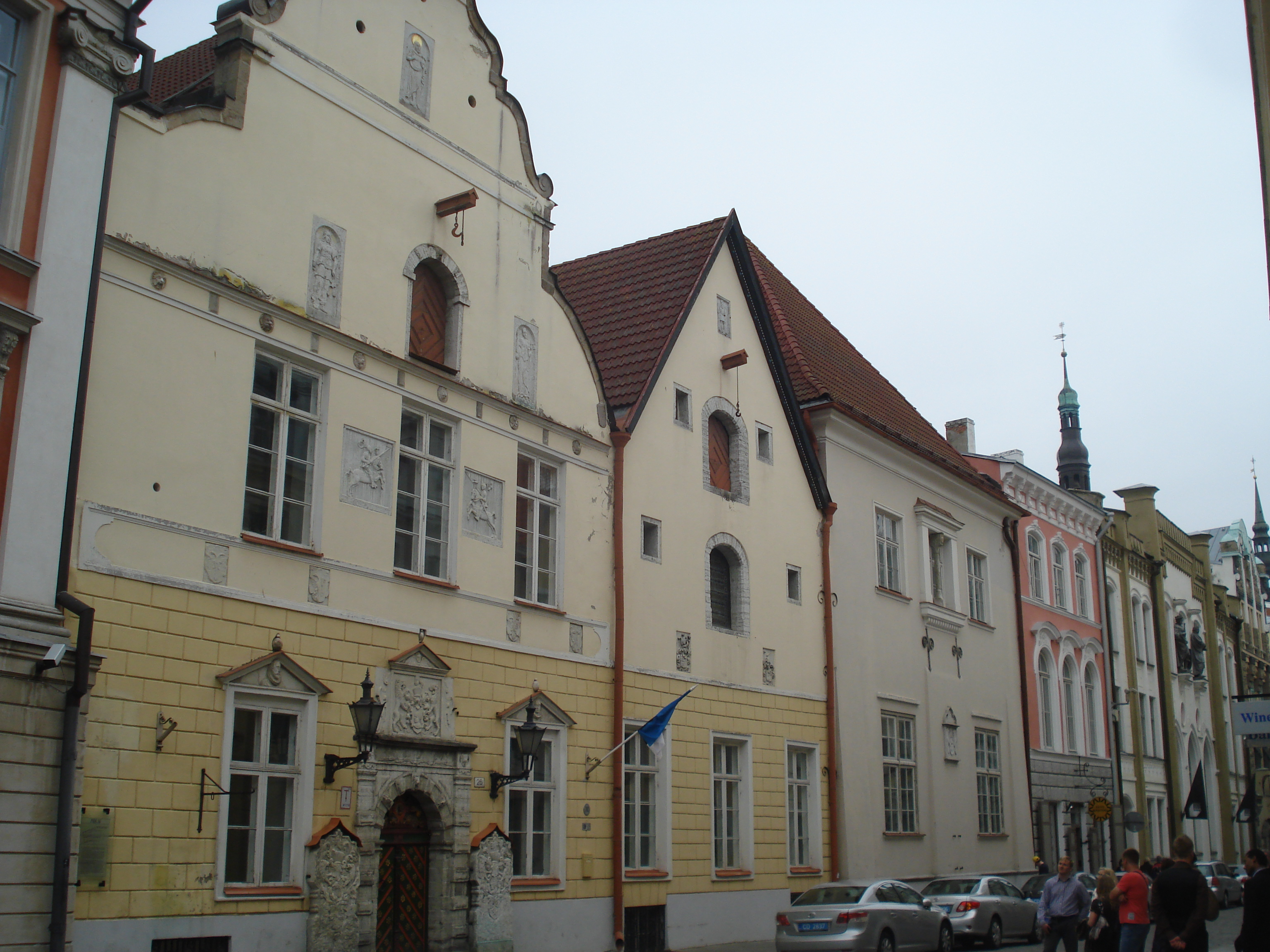
Maison des Têtes noires de Tallinn

La confrérie ou guilde des Têtes noires (Bruderschaft der Schwarzhäupter en allemand ; Melngalvju brālības en letton ; Mustpeade vennaskond en estonien) était une association de marchands célibataires, d'armateurs et d'étrangers, active en Livonie (aujourd'hui en Estonie et en Lettonie) à partir du XIVe siècle jusqu'en 1940. 

## Histoire
La Confrérie des Têtes noires est créée en 1399. La guilde est fondée comme une organisation noble militaire, mais les aspects non militaires ont pris au fil du temps de plus en plus d'importance jusqu'à devenir une organisation à prédominance sociale après la fin de la grande guerre du Nord. Elle est active uniquement en Estonie et en Lettonie (Tallinn, Riga et Tartu). 
Les membres étaient ceux qui ne satisfaisaient pas aux règles de la Grande Guilde : être marié, propriétaire et résident permanent à Tallinn autrement dit les célibataires ou riches marchands étrangers. Les armateurs étaient également autorisés. Comme confrérie noble, les artisans ne pouvaient pas appartenir à la guilde des Têtes noires. Les funérailles de ses membres étaient remarquables pour leur magnificence : le corps du défunt était transporté par les autres membres jusqu'au cimetière dans un somptueux baldaquin au cours d'une longue procession.

## Galerie

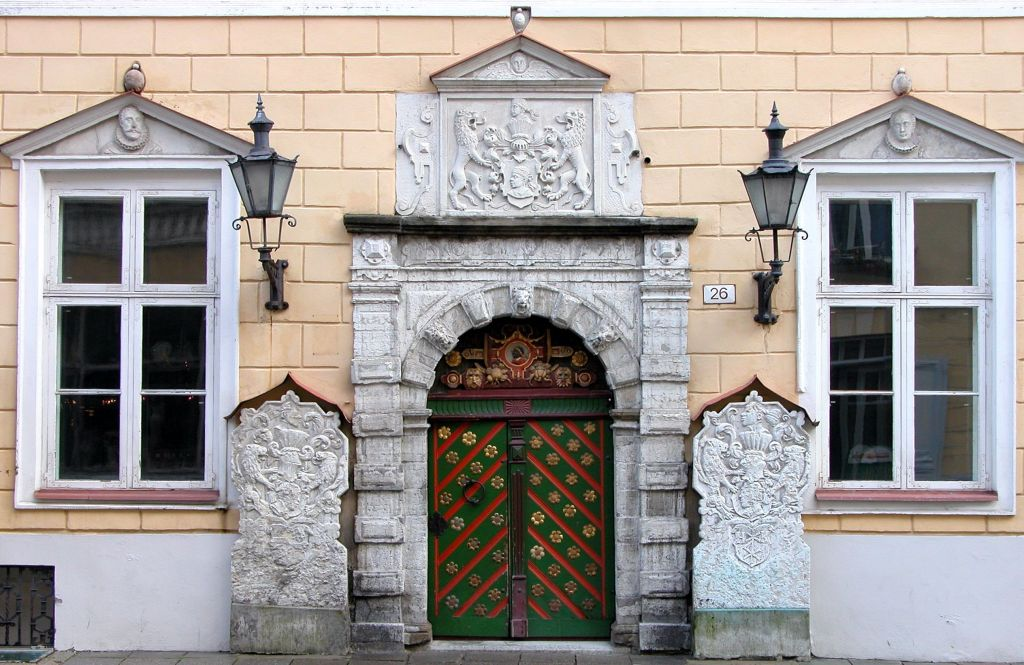
Façade de la maison des Têtes noires de Tallinn par Arent Passer.
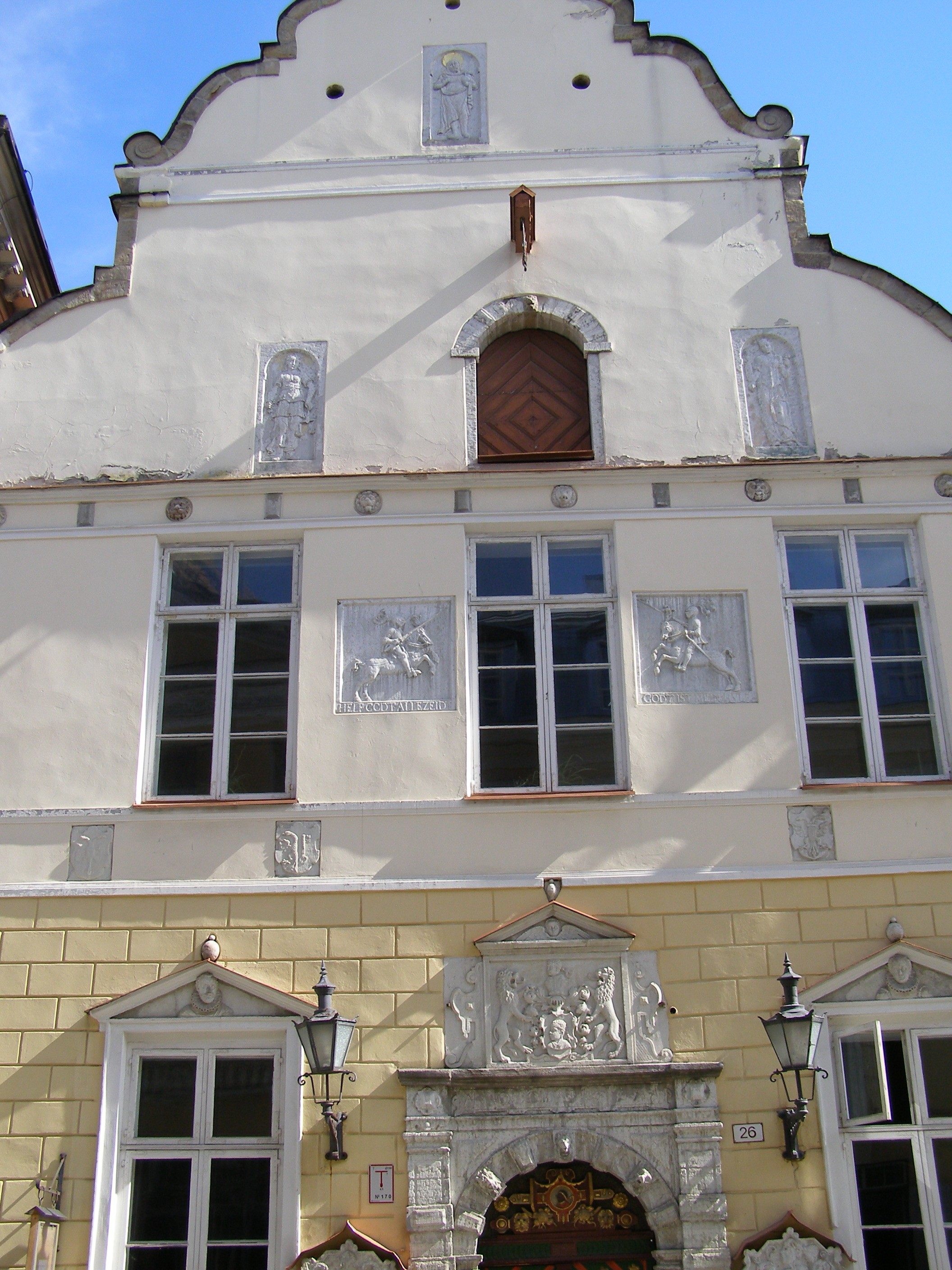
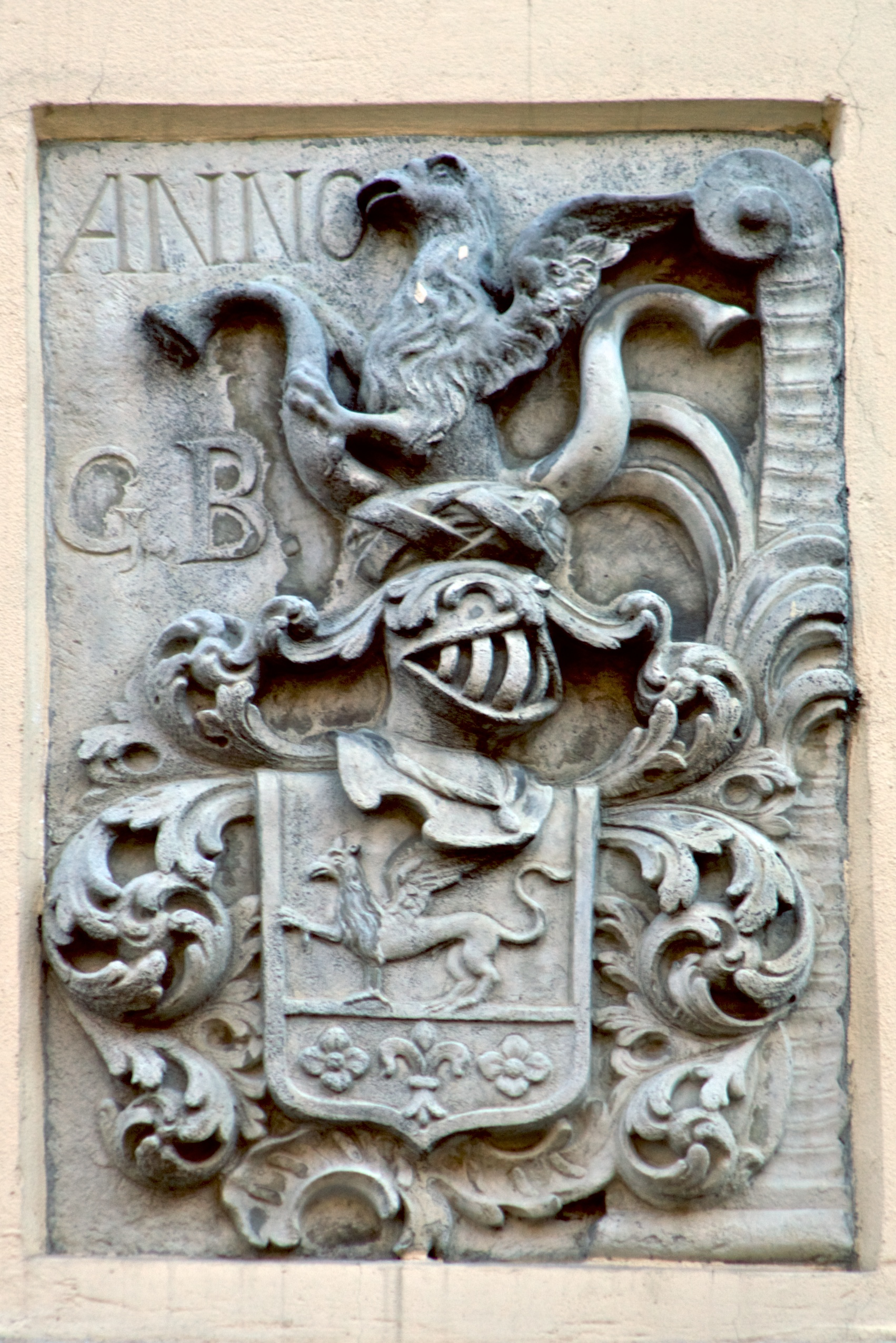
Armoiries de Gottlieb von Bellavary (1721-1759), dont les initiales, sur la façade de la maison des Têtes Noires de Tallinn (1749).
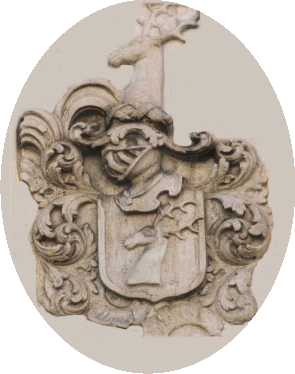
Blason de Dorothé Elisabeth von zur Mühlen (1726-1776), épouse du précédent, sur la façade de la maison des Têtes Noires de Tallinn.

## Sources
- Tallinn Stories, WanderStories, 2011